# Hans Nirrnheim

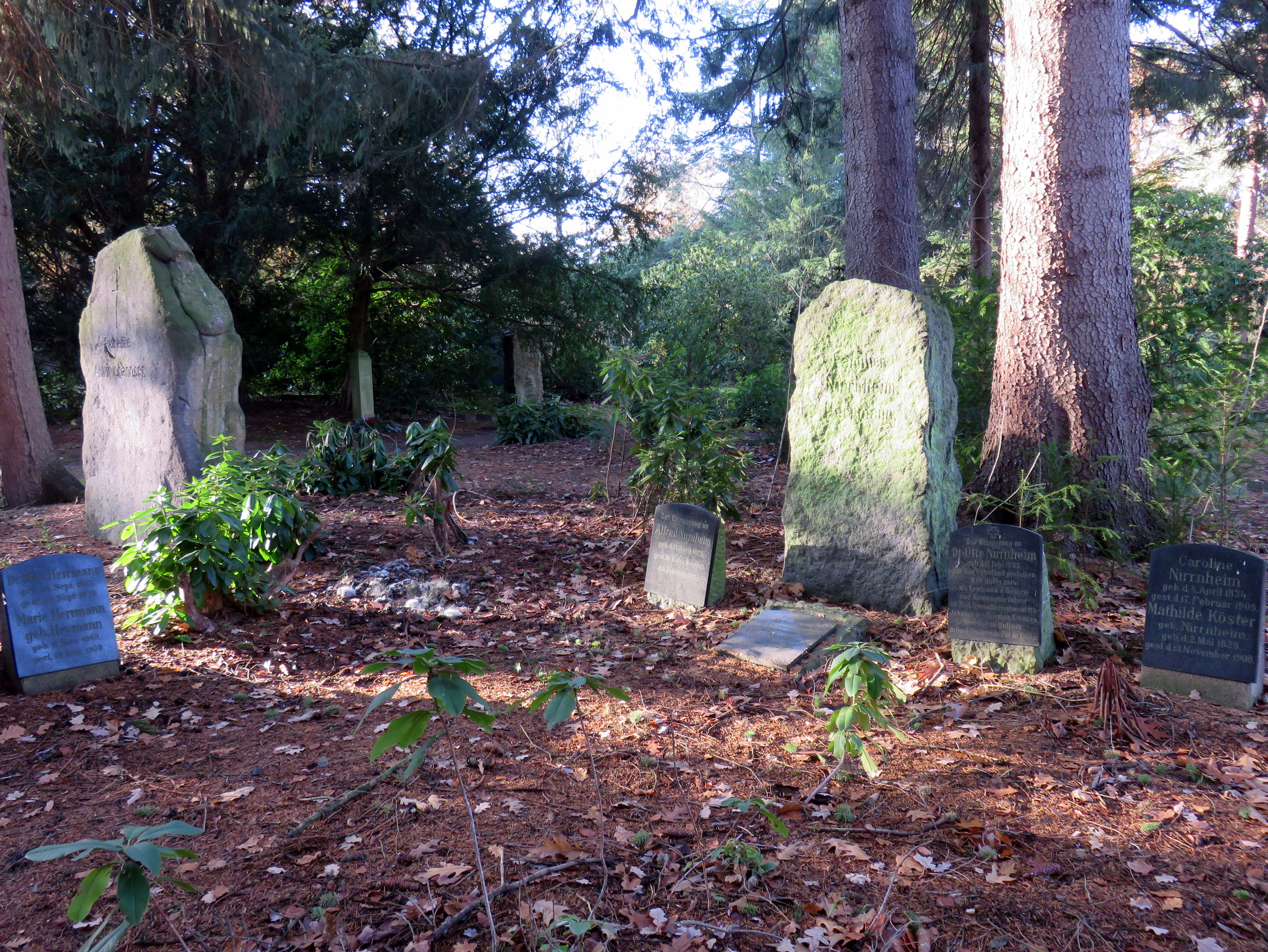
Familiengrabstätte Nirrnheim auf dem Friedhof Ohlsdorf (mit Kissenstein für den Vater Fritz Louis Nirrnheim)

Hans Nirrnheim (* 29. Juli 1865 in Hamburg-St. Georg; † 31. Juli 1945 in Hamburg) war ein deutscher Archivar und Historiker.

## Leben und Wirken
Nach dem Besuch der Höheren Bürgerschule seines Vaters Fritz Louis Nirrnheim (1830–1906) und der Gelehrtenschule des Johanneums studierte er ab 1886 klassische Philologie, Geschichte und Literatur in Bonn, Berlin und Straßburg. In Straßburg wurde er am 1. März 1890 bei Paul Scheffer-Boichorst mit einer Arbeit über Hamburg und Ostfriesland im 15. Jahrhundert promoviert und legte anschließend dort das Staatsexamen ab.
Seine Tätigkeit als Lehrer am Wilhelm-Gymnasium Hamburg war von kurzer Dauer; bereits im Herbst 1892 begann er als Volontär im Staatsarchiv Hamburg und wurde drei Monate später honorierter wissenschaftlicher Hilfsarbeiter. 1901 heiratete er Henny Hugo; die fast 25-jährige Ehe blieb kinderlos. 1919 verlieh ihm der Hamburger Senat den Professortitel, 1920 wurde er zum Archivrat und 1922 zum Oberarchivrat ernannt. Nach der Emeritierung seines Vorgängers Anton Hagedorn leitete er seit 1924 das Staatsarchiv und wurde zu Beginn des Jahres 1926 zum Direktor des Staatsarchivs ernannt. Nachdem der Senat in Abweichung von den gesetzlichen Vorschriften mehrfach Nirrnheims Amtszeit über das 65. Lebensjahr hinaus verlängerte, trat er am 15. Mai 1933 in den Ruhestand.
Besondere Bedeutung für die Forschungen zur Geschichte Hamburgs und der Hanse erlangte Nirrnheim durch die Veröffentlichung geschichtlicher Quellen. Daneben verfasste er wissenschaftliche Aufsätze, Zusammenfassungen, Darstellungen und Lebensbilder, die vor allem in den Veröffentlichungsreihen des Vereins für hamburgische Geschichte erschienen.
Seit 1890 wirkte er im Verein für Hamburgische Geschichte mit, seit 1911 als Mitglied des Vorstands, von 1912 bis 1937 als Erster Vorsitzender und dann noch einmal von 1940 bis 1945 als Vertreter seines zum Militärdienst eingezogenen Nachfolgers. Von 1898 bis 1908 war er Herausgeber der Mitteilungen des Vereins für hamburgische Geschichte und von 1908 bis zu seinem Tod Leiter des Redaktionsausschusses der Vereinszeitschrift. Dem Vorstand des Hansischen Geschichtsvereins gehörte Nirrnheim seit 1932 an.
Hans Nirrnheim wurde auf der Familiengrabstätte des Ohlsdorfer Friedhofs in Hamburg im Planquadrat AA 17 südwestlich vom Nordteich beigesetzt.

## Schriften
- Hamburg und Ostfriesland in der ersten Hälfte des 15. Jahrhunderts. Ein Beitrag zur hansisch-friesischen Geschichte. Meißner, Hamburg 1890, (Zugleich: Straßburg, Universität, Dissertation, 1890), Digitalisat.
- Das Handlungsbuch Vickos von Geldersen. Voss, Hamburg u. a. 1895, Digitalisat.
- Ein Blick auf Hamburgs Geschichte. In: Festschrift für das 9. Deutsche Turnfest in Hamburg 23. bis 27. Juli 1898. Verlagsanstalt und Druckerei Aktien-Gesellschaft, Hamburg 1898, S. 52–70.
- Hinrich Murmester. Ein hamburgischer Bürgermeister in der hansischen Blütezeit (= Pfingstblätter des Hansischen Geschichtsvereins. Heft 4, ISSN 0932-6049). Duncker & Humblot, Leipzig 1908, Digitalisat.
- Das hamburgische Pfundzollbuch von 1369 (= Veröffentlichungen aus dem Staatsarchiv der Freien und Hansestadt Hamburg. Bd. 1, ISSN 0436-6638). Voss, Hamburg 1910.
- Das Hamburgische Pfund- und Werkzollbuch von 1399 und 1400 (= Veröffentlichungen aus dem Staatsarchiv der Freien und Hansestadt Hamburg. Bd. 2). Lütcke & Wulff, Hamburg 1930.
- Kämmereirechnungen der Stadt Hamburg. 1350–1400. Nachträge und Register zum 1. Band (= Kämmereirechnungen der Stadt Hamburg. 1350–1562. Bd. 8). Christians, Hamburg 1939.
- Hamburgisches Urkundenbuch. Band 3: Register zum 2. Band. Mit Vorwort, Nachtrag und Berichtigungen. Perthes, Besser & Mauke, Hamburg 1953 (Aus dem Nachlass).